# Теорема Банаха про нерухому точку
Ця теорема була сформульована і доведена у 1922 році Стефаном Банахом. Вона є однією з найбільш класичних і фундаментальних теорем функціонального аналізу, а тому її результати використовуються при доведенні багатьох інших тверджень цієї дисципліни.

## Формулювання теореми
Всяке стискальне відображення повного метричного простору в себе має єдину нерухому точку (яку можна знайти методом послідовних наближень, починаючи з будь-якої точки цього простору).

## Пояснення
Нехай (X,d) — повний метричний простір, {\displaystyle A:X\to X} — відображення метричного простору X в себе, тоді існує єдиний елемент x метричного простору X, що при відображенні A переходить в себе, тобто A(x)=x.
Для того, щоб знайти цей елемент, можна побудувати таку послідовність. Потрібно взяти довільний елемент {\displaystyle x_{0}\in X}, потім покласти {\displaystyle x_{1}=A(x_{0})}, після цього взяти {\displaystyle x_{2}=A(x_{1})}, далі — {\displaystyle x_{3}=A(x_{2})}, і так далі. Отрималась послідовність {\displaystyle (x_{n})}, яка прямує до шуканого елемента x (при {\displaystyle n\to \infty })

## Доведення
Нехай (X,d) — повний метричний простір, {\displaystyle A:X\to X} — стискальне відображення. Розглянемо послідовність наближень {\displaystyle (x_{n}),x_{n}\in X,n\in \mathbb {N} _{0}}, у якій {\displaystyle x_{n}=A(x_{n-1}),\;n\in \mathbb {N} }, а {\displaystyle x_{0}\in X} — довільний елемент. Потрібно довести існування нерухомої точки і єдиність.
Існування. Покажемо, що ця послідовність є фундаментальною, тобто, що для будь-якого ε>0 для всіх m і n, більших деякого {\displaystyle n_{0}\in \mathbb {N} } виконуватиметься нерівність {\displaystyle d(x_{n},x_{m})<\epsilon }. Дійсно, оскільки A - стискальне відображення, тоді існує {\displaystyle \alpha \in [0,1)} (α - коефіцієнт стиснення) таке, що для всіх {\displaystyle x,y\in X} виконуватиметься нерівність: {\displaystyle d(A(x),A(y))\leq \alpha d(x,y)}. Візьмемо ε>0, а також {\displaystyle n_{0}} таке, щоб {\displaystyle d(x_{1},x_{0}){\frac {\alpha ^{n_{0}}}{1-\alpha }}<\varepsilon } (очевидно, що це завжди можна зробити, бо {\displaystyle d(x_{1},x_{0}){\frac {\alpha ^{n_{0}}}{1-\alpha }}} прямує до 0 при {\displaystyle n_{0}\to \infty }). Розглянемо {\displaystyle d(x_{m},x_{n})}, не зменшуючи загальності, можна вважати, що m>n: {\displaystyle d(x_{m},x_{n})\leq d(x_{m},x_{m-1})+d(x_{m-1},x_{n})\leq d(x_{m},x_{m-1})+d(x_{m-1},x_{m-2})+d(x_{m-2},x_{n})\leq ...\leq }
{\displaystyle \leq d(x_{m},x_{m-1})+d(x_{m-1},x_{m-2})+...+d(x_{n+1},x_{n})\leq }
{\displaystyle \leq \alpha ^{m-1}d(x_{1},x_{0})+\alpha ^{m-2}d(x_{1},x_{0})+...+\alpha ^{n}d(x_{1},x_{0})=}
{\displaystyle =d(x_{1},x_{0})(\alpha ^{m-1}+\alpha ^{m-2}+...+\alpha ^{n})<d(x_{0},x_{1}){\frac {\alpha ^{n}}{1-\alpha }}<d(x_{0},x_{1}){\frac {\alpha ^{n_{0}}}{1-\alpha }}<\varepsilon }, що і означає фундаментальність послідовності {\displaystyle (x_{n})}. Оскільки метричний простір X — повний, то послідовність {\displaystyle (x_{n})} збіжна у ньому. Позначимо границю цієї послідовності через x. Тоді {\displaystyle x=\lim _{n\to \infty }x_{n}=\lim _{n\to \infty }A(x_{n-1})=A(\lim _{n\to \infty }x_{n-1})=A(x)}, тобто A(x)=x. Існування доведено.
Єдиність. Припустимо, що існують відмінні один від одного {\displaystyle x\in X} і {\displaystyle {\overline {x}}\in X} такі, що {\displaystyle A(x)=x,A({\overline {x}})={\overline {x}}}, тоді з одного боку (оскільки x та {\displaystyle {\overline {x}}} — нерухомі точки) {\displaystyle d(x,{\overline {x}})=d(A(x),A({\overline {x}}))}, з іншого, зважаючи на те, що A — стискальне відображення, {\displaystyle d(A(x),A({\overline {x}}))<d(x,{\overline {x}})}. Отримана суперечність доводить єдиність.
Теорему доведено.